# فریدیس (اسرائیل)
فریدیس (به لاتین: Fureidis) یک منطقهٔ مسکونی در اسرائیل است که در Hadera Subdistrict واقع شده‌است.